# Listvianka
Listvianka (en ruso: Листвя́нка) es un asentamiento de tipo urbano del óblast de Irkutsk, en el sureste de Rusia y al sur de Siberia. Está situado a 70 km de Irkutsk, en el lugar donde nace el río Angará a partir del lago Baikal. Es fácilmente accesible en bus o ferry desde la capital del óblast. Está en proceso de convertirse en la principal estación turística del lago. Tenía 1.741 habitantes en 2009.

## Historia
La primera mención de la localidad se hizo en 1773, como una estación de correo. Le debe su nombre a sus muchos alerces (Лиственница, Lístvenitsa), árboles típicos de aquella zona siberiana. 
Según la leyenda, la Roca del Chamán situada en medio del nacimiento del Angará, es una muestra de cómo la hija del padre Baikal, Angará, está conectada a su padre.

## Turismo
Listvianka es una localidad frecuentada por los turistas, tanto rusos como extranjeros. Se han construido recientemente numerosos hoteles y mansiones.
El museo al aire libre Talzy, a 30 km de Listvianka expone numerosas construcciones de madera típicas de la Siberia del siglo XIX. Es uno de los museos al aire libre mayores de Rusia.
El museo Baikal muestra la flora y fauna de la región, abordando la historia de la exploración del lago Baikal.
La iglesia de San Nicolás se construyó en 1846 y fue completamente restaurada en la década de 1950.

## Personaje ilustre
- Alekséi Leónov, cosmonauta soviético (1934—2019).

## Galería

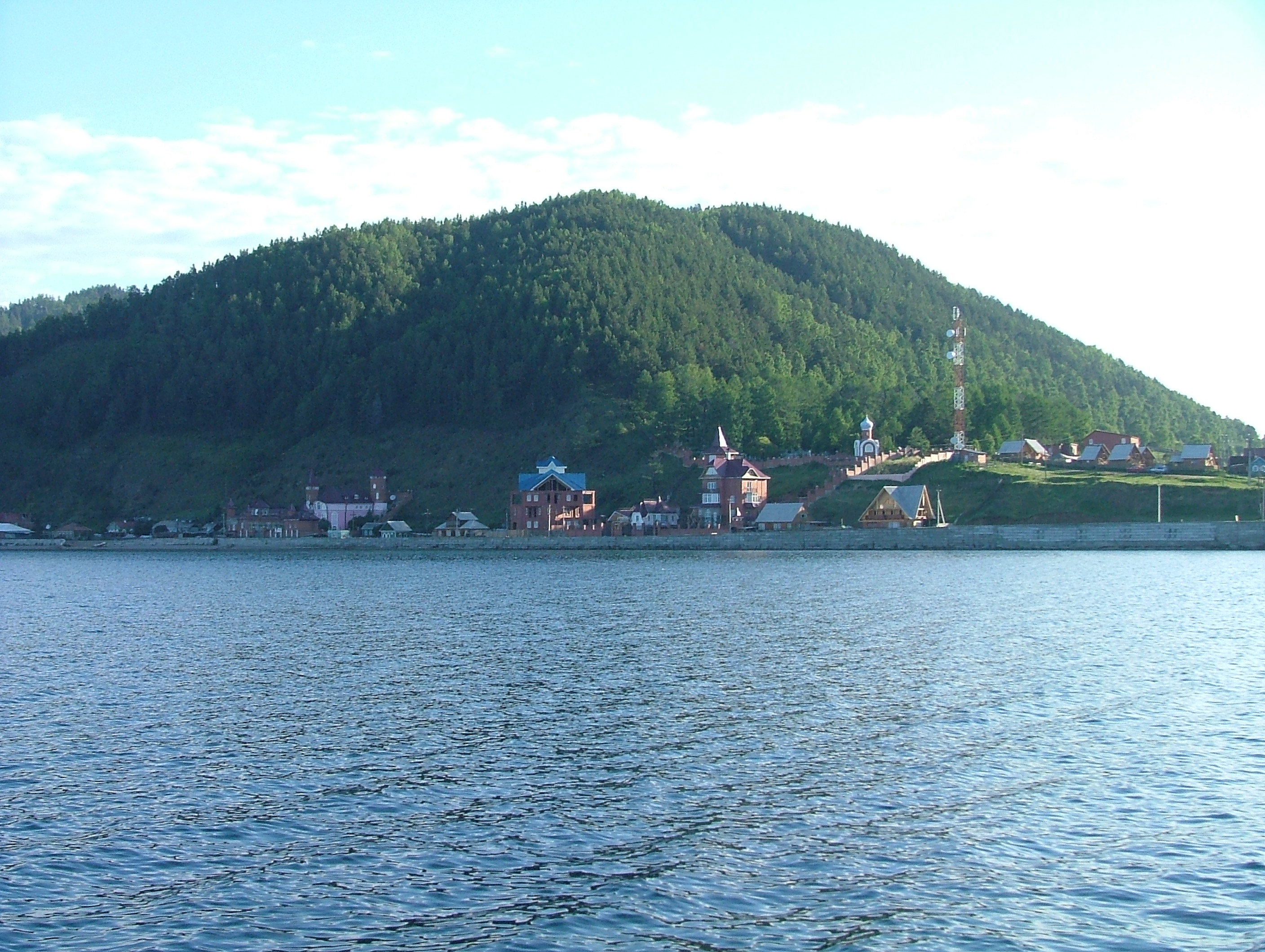
La ciudad vista desde el Baikal
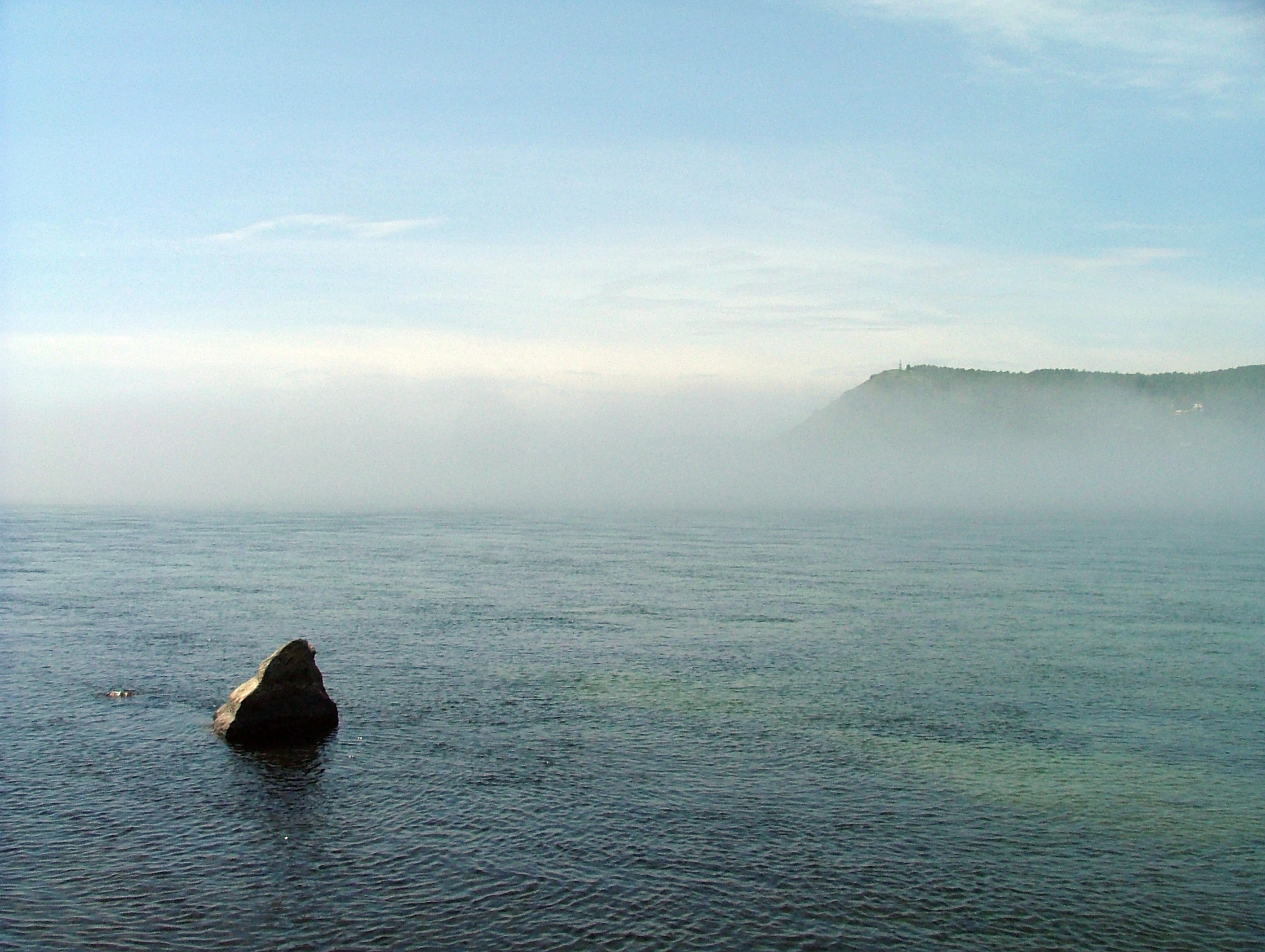
Roca del Chamán
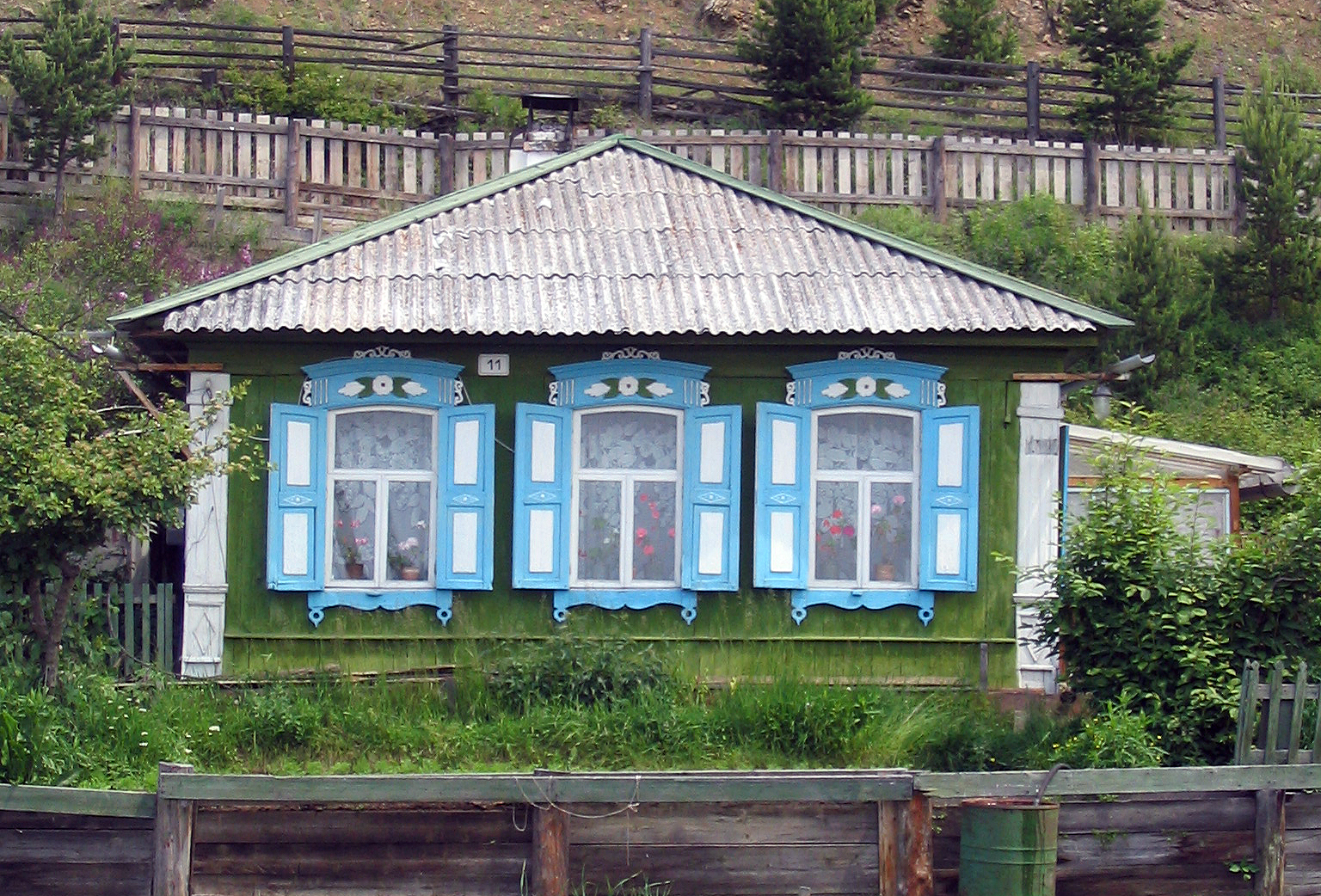
Casa de madera decorada típicamente
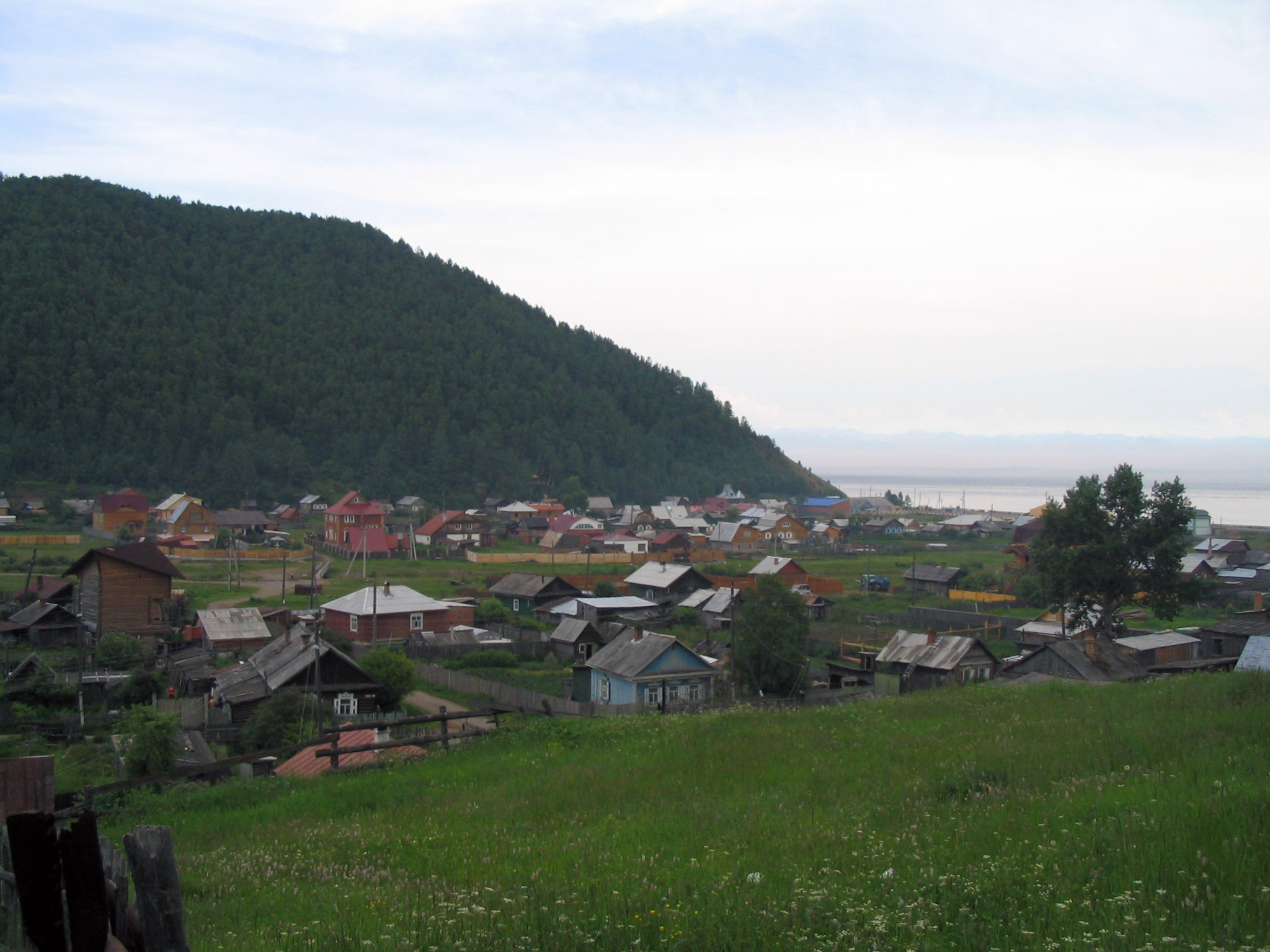
El valle Krestovka
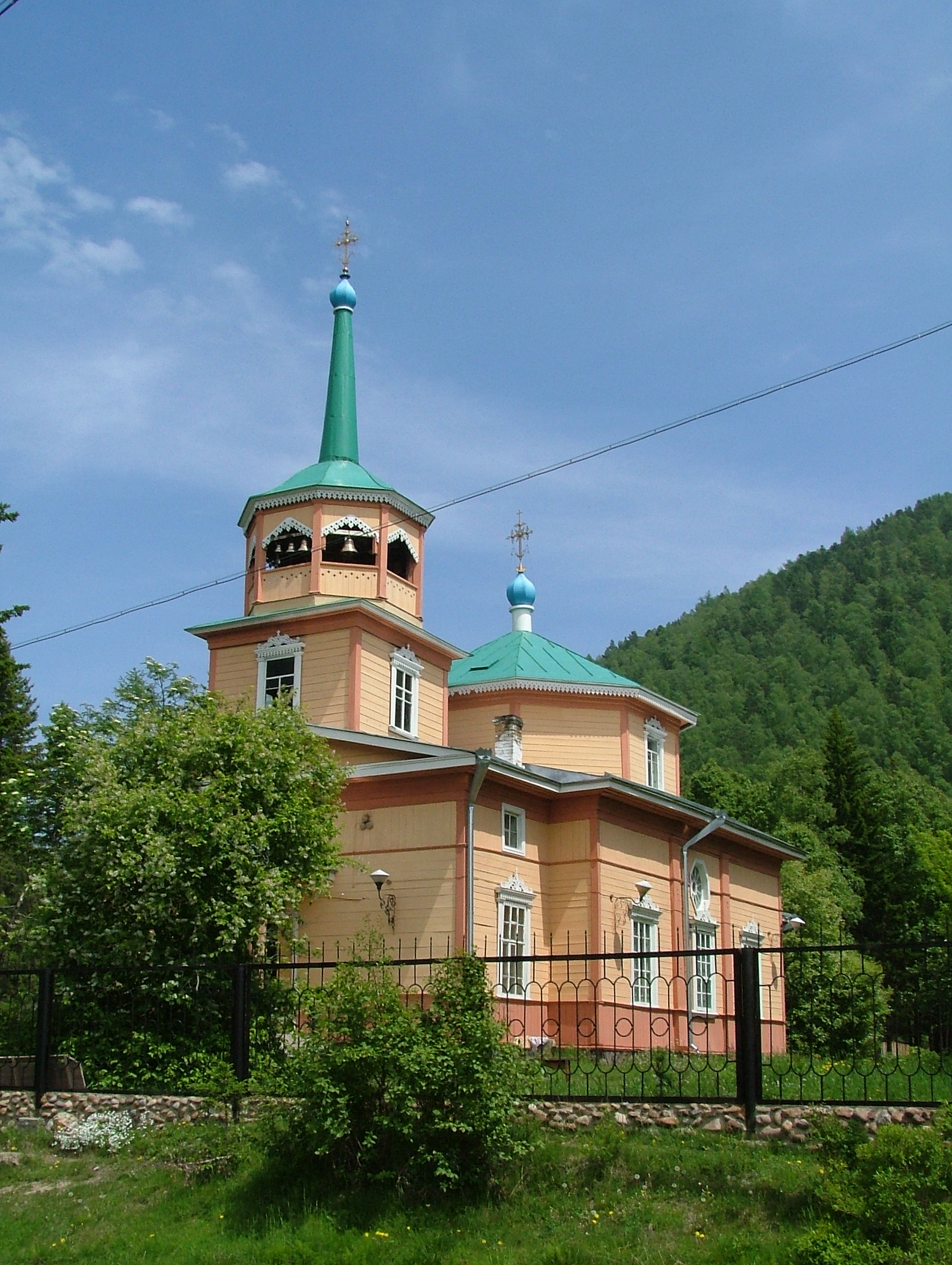
Iglesia de San Nicolás